# Henry County (Tennessee)
Das Henry County ist ein County im US-amerikanischen Bundesstaat Tennessee. Das U.S. Census Bureau hat bei der Volkszählung 2020 eine Einwohnerzahl von 32.199 ermittelt. Der Verwaltungssitz (County Seat) ist Paris.

## Geografie
Das County liegt im Nordwesten von Tennessee am westlichen Ufer des zum Kentucky Lake aufgestauten Tennessee River. Es grenzt im Norden an Kentucky und hat eine Fläche von 1537 Quadratkilometern, wovon 82 Quadratkilometer Wasserfläche sind. An das Henry County grenzen folgende Nachbarcountys:
| Graves County (Kentucky) | Calloway County (Kentucky) | Stewart County |
| Weakley County           |                            |                |
|                          | Carroll County             | Benton County  |

## Geschichte

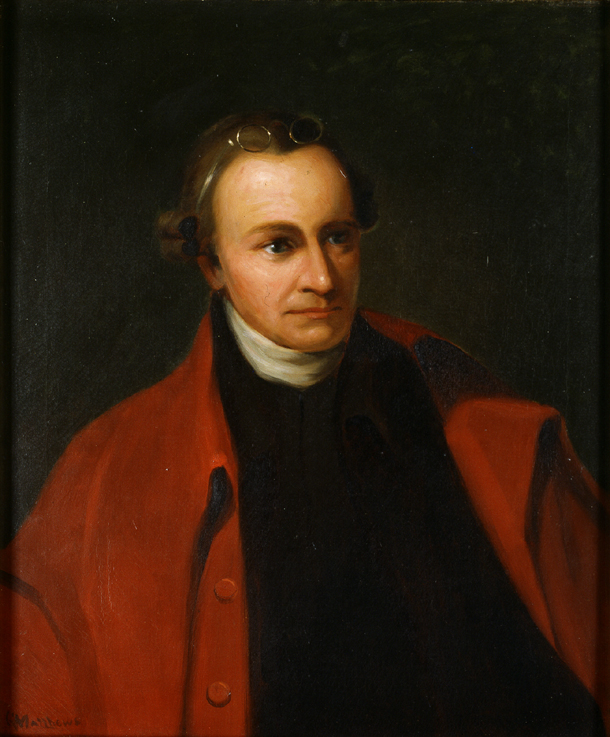
P. Henry

Das Henry County wurde am 7. November 1821 aus Chickasaw-Land gebildet. Benannt wurde es nach Patrick Henry (1736–1799), einem prominenten Vertreter der Amerikanischen Unabhängigkeitsbewegung.

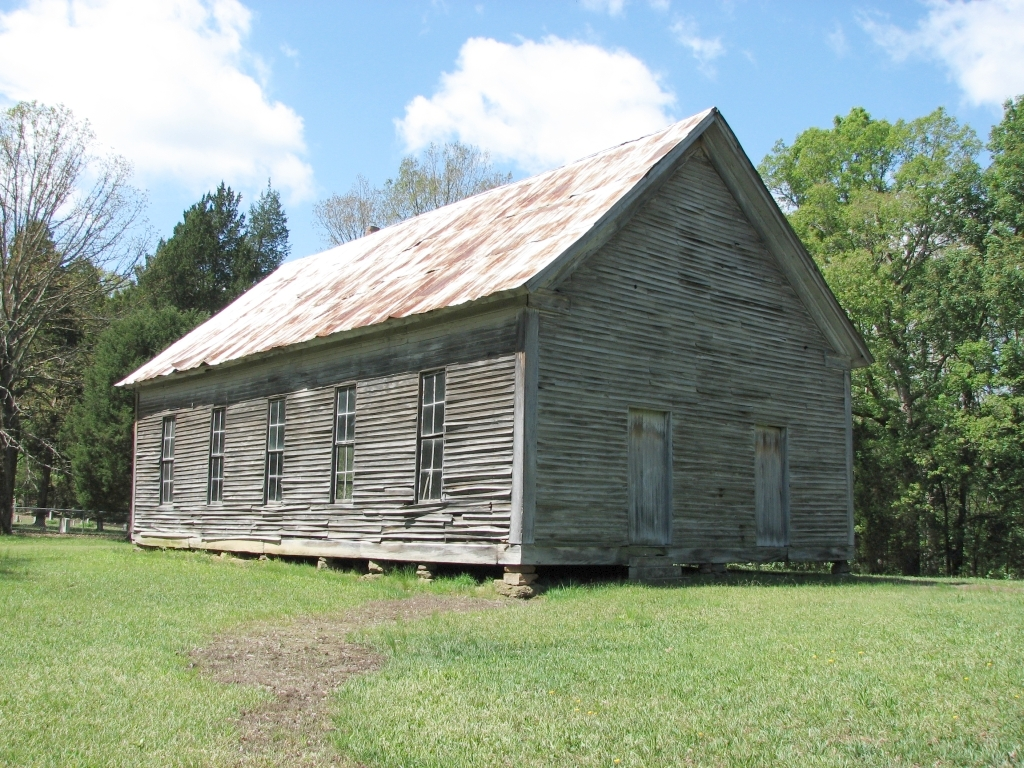
Die Mt. Zion Church and Cemetery ist einer von 15 Einträgen des Countys im NRHP.

15 Bauwerke und Stätten des Countys sind im National Register of Historic Places (NRHP) eingetragen (Stand 17. August 2018).

## Demografische Daten
Nach der Volkszählung im Jahr 2010 lebten im Henry County 32.330 Menschen in 13.534 Haushalten. Die Bevölkerungsdichte betrug 22,2 Einwohner pro Quadratkilometer. In den 13.534 Haushalten lebten statistisch je 2,33 Personen.
Ethnisch betrachtet setzte sich die Bevölkerung zusammen aus 89,6 Prozent Weißen, 8,2 Prozent Afroamerikanern, 0,3 Prozent amerikanischen Ureinwohnern, 0,3 Prozent Asiaten sowie aus anderen ethnischen Gruppen; 1,5 Prozent stammten von zwei oder mehr Ethnien ab. Unabhängig von der ethnischen Zugehörigkeit waren 1,9 Prozent der Bevölkerung spanischer oder lateinamerikanischer Abstammung.
21,5 Prozent der Bevölkerung waren unter 18 Jahre alt, 58,6 Prozent waren zwischen 18 und 64 und 19,9 Prozent waren 65 Jahre oder älter. 51,6 Prozent der Bevölkerung war weiblich.

Das jährliche Durchschnittseinkommen eines Haushalts lag bei 36.836 USD. Das Pro-Kopf-Einkommen betrug 20.687 USD. 17,2 Prozent der Einwohner lebten unterhalb der Armutsgrenze.

## Ortschaften im Henry County
| Citys - Paris - Puryear - McKenzie1 | Towns - Cottage Grove - Henry |

Unincorporated Communities
| - Buchanan - Como - Mansfield | - Springville - Whitlock |

1 – überwiegend im Carroll County, teilweise im Weakley County

## Gliederung
Das Henry County ist in fünf durchnummerierte Distrikte eingeteilt:
| Distrikt | Einwohner (2010) | FIPS     |
| -------- | ---------------- | -------- |
| 1        | 6288             | 47-90080 |
| 2        | 6291             | 47-90270 |
| 3        | 7032             | 47-90460 |
| 4        | 6265             | 47-90650 |
| 5        | 6454             | 47-90840 |